# Jamie Redknapp
Jamie Redknapp (Barton on Sea, 25 giugno 1973) è un ex calciatore inglese.

## Biografia
Figlio di Harry Redknapp, nonché cugino di Frank Lampard, Jamie è stato uno dei centrocampisti più famosi del campionato inglese nella seconda metà degli anni '90. Attualmente è opinionista per il canale satellitare inglese Sky Sports.

## Palmarès

### Club

#### Competizioni nazionali
- Coppa di Lega inglese: 2

Liverpool: 1994-1995, 2000-2001
- Coppa d'Inghilterra: 1

Liverpool: 2000-2001
- Charity Shield: 1

Liverpool: 2001

#### Competizioni internazionali
- Coppa UEFA: 1

Liverpool: 2000-2001
- Supercoppa UEFA: 1

Liverpool: 2001